# La Diaria
La Diaria és un diari cooperatiu matiner uruguaià, editat a la ciutat de Montevideo.
El 2016 va celebrar el seu desè aniversari sent la seva difusió a 7.500 llars de tot l'Uruguai i amb 130 treballadors, la meitat d'ells cooperativistes, El diari aposta per la imatge i la qualitat fotogràfica en les seves portades i totes les seccions del diari.
El seu primer exemplar es va publicar el 20 de marc del 2006. El diari es distribueix sis dies de la setmana. És d'àmbit nacional, s'escriu en castellà i la seva orientació és d'esquerra independent.